# 郑叔则
郑叔则（722年—792年）。元魏中书令周小司空金乡文公郑孝穆六世孙，父遂州刺史郑老莱。
未冠以明经擢第，累拜吏部员外郎、刑部郎中。唐德宗即位，授检校秘书少监兼御史中丞，充天平军节度副使之官，拜御史中丞。建中二年（782年）五月，领东都留守兼河南尹、充东都畿汝观察处置使，就加户部侍郎，罢镇归省，转尚书左丞。未几，兼御史大夫。复命迁太常卿，加银青光禄大夫，转京兆尹。理行三载，贞元五年（789年）二月，贬永州长史，旋以非罪拜信州刺史。居数月，贞元七年（791年）七月，迁福建观察使、福州刺史兼御史大夫，贞元八年（792年）四月十六日卒，年七十一。
前夫人是著作郎范阳卢侑之女，生长子卢约；后娶范阳卢氏，生子卢纳。